# Borderlands (film)
Pour les articles homonymes, voir Borderland.
Pour plus de détails, voir Fiche technique et Distribution.
Borderlands est un film de science-fiction américain coécrit et réalisé par Eli Roth et sorti en 2024.
Il s'agit de l'adaptation de la série de jeux vidéo du même nom de Gearbox Software. Le film reçoit des critiques globalement négatives et est un échec au box-office.

## Synopsis
Sur la planète Pandore, le mercenaire Roland (Kevin Hart) kidnappe Tiny Tina (Ariana Greenblatt) avec l'aide de Krieg (Florian Munteanu), un psychopathe qui était interné dans le même asile que Tina.
Le père de Tina et magnat de l'armement Atlas (Édgar Ramírez) convainc la chasseuse de prime Lilith (Cate Blanchett) de retourner sur Pandore, sa planète d'origine, pour qu'elle sauve l'adolescente. Grâce à Claptrap (Jack Black), un étrange petit robot programmé pour l'attendre sur Pandore, elle parvient à retrouver la trace de Tina.
Apprenant que Roland et Krieg ont en fait aidé Tina à fuir l'emprise de son père, Lilith aide la bande face à la Crimson Lance, l'armée privée d'Atlas. Elle apprend également que Tina a été conçue en laboratoire, où son ADN a été mélangé à celui des Éridiens, une race alien disparue qui vivait sur Pandore. Atlas voyait Tina comme le moyen d'ouvrir l'Arche, un lieu mythique où se trouveraient les secrets de cette civilisation perdue.
Avec l'aide du Dr Patricia Tannis (Jamie Lee Curtis), la mère adoptive de Lilith, le groupe localise la clef de l'Arche dans un labyrinthe souterrain infesté de Psychos, puis réussit à la ramener à la surface. Atlas contacte Lilith pour lui indiquer qu'il veut Tina alors que Lilith décide de détruire la balise qui lui permettait de les suivre, mais Tina, qui entend la fin de l'échange, pense que Lilith l'a trahie. Elle la met hors de combat et part avec Roland et Krieg. Lorsque Lilith se réveille, Claptrap lui diffuse un message que sa mère avait enregistré pour elle.

## Fiche technique
Sauf indication contraire, les informations mentionnées dans cette section peuvent être confirmées par la base de données cinématographiques IMDb,  présente dans la section « Liens externes ».
- Titre original et français : Borderlands
- Réalisation : Eli Roth
- Scénario : Joe Crombie et Eli Roth, d'après la série de jeux vidéo Borderlands de Gearbox Software
- Musique : Steve Jablonsky
- Direction artistique : Zsuzsa Kismarty-Lechner
- Décors : Zsuzsanna Sipos (en)
- Costumes : Daniel Orlandi (en)
- Photographie : Rogier Stoffers
- Montage : Julian Clarke (en) et Evan Henke
- Production : Ari Arad, Avi Arad et Erik Feig (en)
  - Production déléguée : Randy Pitchford (en), Ethan Smith et Strauss Zelnick
- Sociétés de production : Lionsgate, Arad Productions, Picturestart, Gearbox Studios et 2K Games
- Sociétés de distribution : Lionsgate (États-Unis), SND (France)
- Budget : 115 000 000 $
- Pays de production :  États-Unis
- Langue originale : anglais
- Format : couleur — 2,39:1
- Genre : action, science-fiction
- Durée : 101 minutes
- Dates de sortie[1] :
  - États-Unis : 6 août 2024 (Los Angeles)[2] ; 9 août 2024 (sortie nationale)
  - France, Belgique : 7 août 2024
- Classification :
  - France : tous publics

## Distribution
- Cate Blanchett (VF : Juliette Degenne ; VQ : Nathalie Coupal) : Lilith
- Kevin Hart (VF : Jean-Baptiste Anoumon ; VQ : Martin Watier) : Roland
- Édgar Ramírez (VF : Laurent Maurel ; VQ : Patrice Dubois) : Atlas
- Jamie Lee Curtis (VF : Véronique Augereau ; VQ : Isabelle Miquelon) : Dr Patricia Tannis
- Ariana Greenblatt (VF : Coralie Thuilier ; VQ : Emma Bao Linh) : Tiny Tina
- Florian Munteanu (VF : Günther Germain ; VQ : Patrick Chouinard) : Krieg
- Janina Gavankar : le commandant Knoxx
- Jack Black (VF : Éric Métayer ; VQ : Benoît Brière) : Claptrap (voix)
- Benjamin Byron Davis (VF : Bruno Magne ; VQ : Louis-Philippe Dandenault) : Marcus
- Olivier Richters (en) : Krom
- Gina Gershon (VF : Laurence Charpentier) : Moxxi
- Ryann Redmond (en) : Ellie
- Haley Bennett : la mère de Lilith
- Steven Boyer (en) : Scooter

 Source et légende : version française (VF) sur RS Doublage et carton cinématographique du doublage français ; version québécoise (VQ) sur Doublage.qc.ca

## Production

### Genèse et développement
Une adaptation de la série de jeux Borderlands de Gearbox Software est évoquée dès août 2015 quand Lionsgate développe le projet avec les producteurs Ari et Avi Arad,. En février 2020, Eli Roth est choisi comme réalisateur et Craig Mazin comme scénariste. Erik Feig participe à la production via sa société Picturestart,.
En février 2024, les sites spécialisés attestent que le scénario est écrit par Eli Roth et un certain Joe Crombie. Des rumeurs attestent que ce dernier serait un pseudonyme de Craig Mazin, qui ne voudrait plus être associé au projet. Craig Mazin nie ensuite officiellement être impliqué dans le film.

### Attribution des rôles
En mai 2020, Cate Blanchett est évoquée pour le rôle de Lilith. Lionsgate confirme officiellement sa présence le mois suivant. Kevin Hart est ensuite annoncé pour incarner Roland en janvier 2021,,.
En février 2021, Jamie Lee Curtis obtient le rôle du docteur Patricia Tannis, alors qu'il est annoncé que Jack Black prêtera sa voix au robot Claptrap,. En mars 2021, Ariana Greenblatt et Florian Munteanu sont respectivement annoncés dans les rôles de Tiny Tina et Krieg. Haley Bennett rejoint également la distribution,,.
Alors que le tournage a débuté, Édgar Ramírez, Olivier Richters, Janina Gavankar, Gina Gershon, Cheyenne Jackson, Charles Babalola, Benjamin Byron Davis, Steven Boyer, Ryann Redmond et Bobby Lee rejoignent à leur tour la distribution,,,.

### Tournage
Le tournage débute le 1er avril 2021 en Hongrie,,. Il a notamment lieu à Budapest. Des photographies sont dévoilées peu après le début des prises de vues.
En janvier 2023, il est annoncé que le film nécessite des reshoots. Alors qu'Eli Roth n'est pas disponible (il est occupé à la préparation de son prochain film, Thanksgiving), ces nouvelles prises de vues sont finalement dirigées par un autre réalisateur, Tim Miller. En juillet, le syndicat des scénaristes américains de film confirme une information repérée par des internautes : le nom du scénariste Craig Mazin n'apparaît plus dans les crédits du film, et a été remplacé par le pseudonyme « Joe Crombie », signe probable que Mazin se désolidarise du film et ne souhaite plus y voir son nom attaché. En tout, près d'une douzaine de scénaristes ont travaillé à un moment ou à un autre sur le projet.

### Musique
Nathan Barr est annoncé comme compositeur en juin 2021. Cependant, en octobre 2023, il est annoncé que Steve Jablonsky l'a remplacé.